# Pristimantis versicolor
Pristimantis versicolor é uma espécie de anfíbio  da família Craugastoridae.
Pode ser encontrada nos seguintes países: Equador e Peru.
Os seus habitats naturais são: regiões subtropicais ou tropicais húmidas de alta altitude, matagal húmido tropical ou subtropical e pastagens.
Está ameaçada por perda de habitat.